# I misteri di Roma
I misteri di Roma è un film ad episodi del 1963, ideato da Cesare Zavattini e diretto da numerosi registi coordinati dallo stesso Zavattini.